# Amantes de Modena

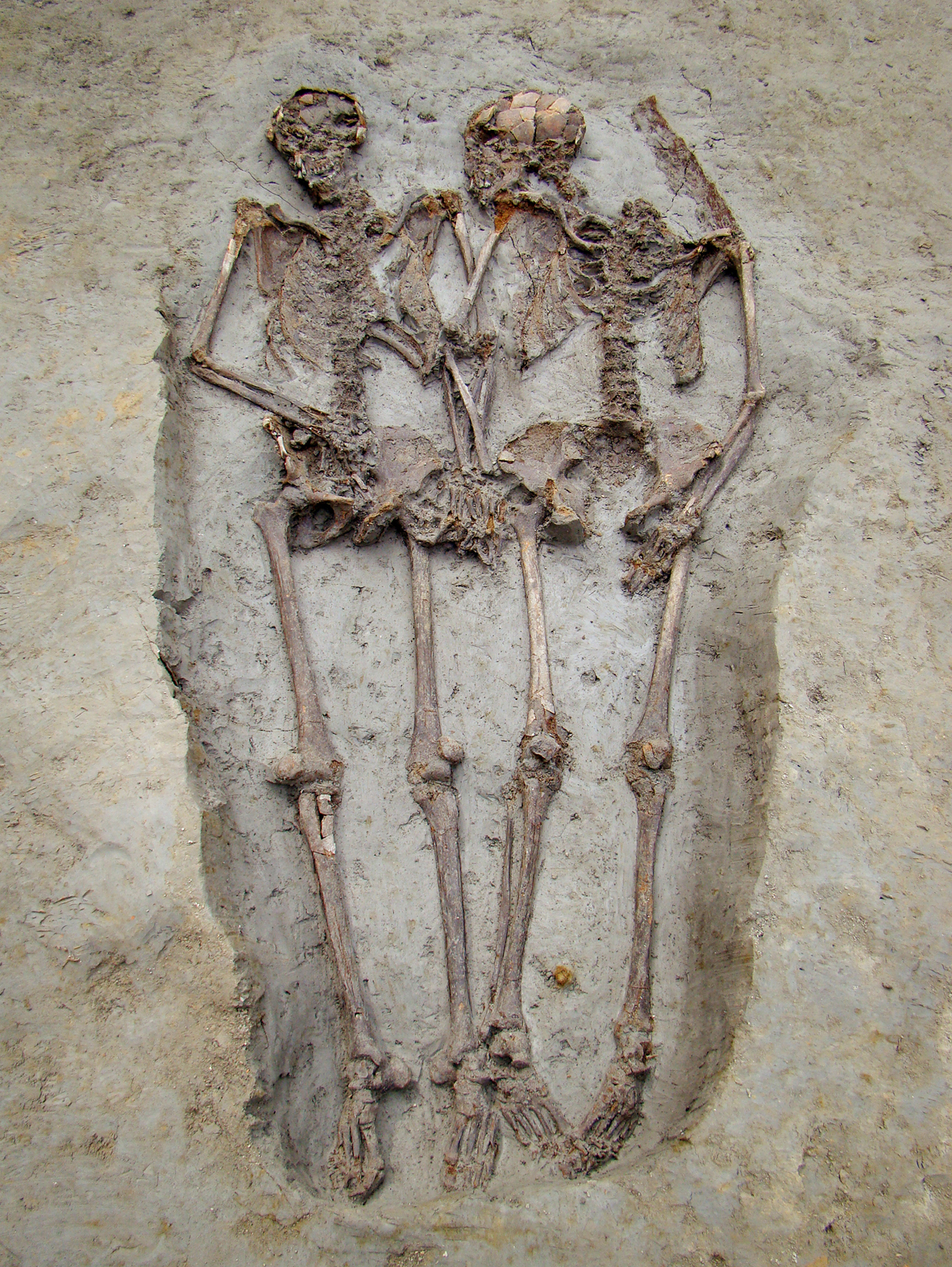
Sepultura dos Amantes de Modena

Os Amantes de Modena são um par de esqueletos humanos com aproximadamente 1.600 anos de idade, localizados em Modena, Itália, em um sítio arqueológico, em 2009. No nome dado ao achado arqueológico é decorrente da posição dos esqueletos, que foram enterrados juntos e de mãos dadas. O local onde foram encontrados foi um cemitério, onde foram localizados 11 esqueletos, sendo alguns portando traumas que podem estar relacionados à morte violenta, provavelmente em decorrência de guerra.
O que aparentava ser um par composto por um homem e uma mulher se mostrou diferente em 2019, quando resultado de pesquisa feita por pesquisadores da Universidade de Bolonha comprovou ser dois homens, à partir da análise do esmalte dos dentes, em particular após notarem a presença de proteína AMELY, que existe apenas no tecido dental masculino, uma vez que o mal estado dos esqueletos não permitiu pela anatomia identificar o sexo de ambos, e nem mesmo outras técnicas de análise genética que havia sido tentadas e foram inconclusivas.
Apesar da posição dos esqueletos, não se pode afirmar que os homens tiveram uma relação amorosa, poderiam ter sido apenas parentes ou amigos de guerra, mas o enterro em dupla dedois homens não era nada comum na Antiguidade tardia da Itália. Enterros em duplas, com mãos dadas, não é incomum na arqueologia, como por exemplo o caso dos Amantes de Valdaro, mas dois homens juntos não existe registro similar na arqueologia.